# Tùng Ngô
Tùng Ngô (sinh năm 1972) là thượng nghị sĩ tiểu bang Nam Úc, đắc cử vào thượng viện tiểu bang năm 2014.

## Thân thế
Tùng Ngô sinh tại Việt Nam vượt biên bằng đường biển sang Philippines khi lên mười.

## Hoạt động chính trị
Khởi nghiệp chính trị của ông bắt đầu với ghế hội đồng thành phố Port Adelaide Enfield khi mới 21 tuổi và ông giữ chức vụ này suốt 18 năm.
Năm 2010 ông được bổ làm cố vấn cho Bộ trưởng Y tế Jack Snelling.
Năm 2014 Đảng Lao động Úc đưa ông vào tranh cử thượng nghị sĩ tiểu bang. Ông là người Úc gốc Việt đầu tiên trong Thượng viện Nam Úc.